# Wendy O. Williams
Wendy Orlean Williams (ur. 28 maja 1949, zm. 6 kwietnia 1998) – amerykańska piosenkarka i autorka tekstów. 

## Życiorys
Wendy O. Williams znana jest przede wszystkim z występów w rockowym zespole Plasmatics, którego była członkinią w latach 1978–1988. Prowadziła także solową działalność artystyczną, sporadycznie występowała jako aktorka. Jej występy charakteryzowała ekspresja obejmująca m.in. nagość i dewastację instrumentów muzycznych. Zachowanie sceniczne przysporzyło jej popularności, a także tytuł „The Queen of Shock Rock”.
W 1985 roku uzyskała nominację do nagrody amerykańskiego przemysłu fonograficznego Grammy w kategorii „Best Female Rock Vocal Performance”. Wendy O. Williams zmarła 6 kwietnia 1998 roku w Storrs w stanie Connecticut popełniwszy samobójstwo.

## Dyskografia
- Stand by Your Man (oraz Lemmy Kilmister, EP, 1982, Bronze Records)
- WOW (1984, Music For Nations, Passport Records)
- Kommander of Kaos (1986, Gigasaurus Records)
- Maggots: The Record (oraz Plasmatics, 1987, Profile Reords)
- Deffest! And Baddest! (1988, Profile Records)

## Filmografia
- Candy Goes to Hollywood (jako ona sama, 1979, film fabularny, reżyseria: Gail Palmer)
- Reform School Girls (jako Charlie Chambliss, 1986, film fabularny, reżyseria: Tom DeSimone)
- Pucker Up and Bark Like a Dog (jako Butch, 1990, film fabularny, reżyseria: Paul S. Parco)
- MacGyver (jako Big Mama, 1990, serial fabularny, reżyseria: William Gereghty)
- VH-1 Where Are They Now? (jako ona sama, 2002, serial dokumentalny)